# کامیلا کی روش
تولدو دی کیروش(متولد ۲۷ ژوئن ۱۹۹۳) بازیگر و مدل برزیلی است. کامیلا در ریبیرائو پرتو، سائوپائولو به دنیا آمد. کامیلا دو خواهر (کارولین و ملینا کی‌روش) دارد. او دختر وسطی است.

## زندگی شخصی
او بین سال‌های ۲۰۱۳ و ۲۰۱۶ با لوکاس کاتانی وارد رابطه شد. در اوت ۲۰۱۶ او در طی یک سفر در باریلوچه، آرژانتین، با کلبر تولدو رابطه برقرار کرد. در ژوئن ۲۰۱۷ نامزد کردند. در اوت ۲۰۱۸، آنها در یک مراسم مذهبی در هتل Essenza برزیل ازدواج کردند.

## فیلم‌شناسی
| سال       | عنوان             | نقش                     |
| --------- | ----------------- | ----------------------- |
| ۲۰۱۵–۲۰۲۱ | Verdades Secretas | آرلت بریتو گومز (فرشته) |
| ۲۰۱۶      | Êta Mundo Bom!    | مافالدا پریرا تورس      |
| ۲۰۱۷      | داستان راک        | لوئیزا گیماریس          |
| ۲۰۱۷–۲۰۱۸ | پگا پگا           | لوئیزا گیماریس          |
| ۲۰۱۹      | Verão 90          | ونسا دیاس               |

## جوایز و نامزدها
| سال  | جایزه                             | عنوان                      | نتیجه  |
| ---- | --------------------------------- | -------------------------- | ------ |
| ۲۰۱۵ | جایزه تلویزیونی اضافی             | Verdades Secretas\| برنده  | [ ۱۱ ] |
| ۲۰۱۵ | جایزه جوان برزیلی                 | Verdades Secretas\| برنده  | [ ۱۲ ] |
| ۲۰۱۵ | جوایز کاپریکو                     | Verdades Secretas\| برنده  | [ ۱۳ ] |
| ۲۰۱۵ | Prêmio Quem de Televisão          | Verdades Secretas\| برنده  | [ ۱۴ ] |
| ۲۰۱۵ | ملهورس دو آنو                     | Verdades Secretas\| برنده  | [ ۱۵ ] |
| ۲۰۱۵ | پرمیو F5                          | Verdades Secretas\| برنده  | [ ۱۶ ] |
| ۲۰۱۶ | Troféu Imprensa                   | Verdades Secretas\| برنده  | [ ۱۷ ] |
| ۲۰۱۶ | اینترنت Troféu                    | Verdades Secretas\| برنده  | [ ۱۷ ] |
| ۲۰۱۶ | جوایز آینده ذوب                   | Verdades Secretas\| برنده  | [ ۱۸ ] |
| ۲۰۱۶ | جایزه جوان برزیلی                 | Êta Mundo Bom!\| نامزد شده | [ ۱۹ ] |
| ۲۰۱۶ | جوایز کاپریکو                     | Êta Mundo Bom!\| نامزد شده | [ ۲۰ ] |
| ۲۰۱۶ | ورودی کانال پریمیو                | Êta Mundo Bom!\| نامزد شده | [ ۲۱ ] |
| ۲۰۱۶ | Prêmio Extra de Televisão de 2016 | Êta Mundo Bom!\| نامزد شده | [ ۲۲ ] |
| ۲۰۱۶ | ملهورس دو آنو آترویدا             | Êta Mundo Bom!\| نامزد شده | [ ۲۳ ] |
| ۲۰۱۶ | ملهورس دو آنو                     | Êta Mundo Bom!\| نامزد شده | [ ۲۴ ] |
| ۲۰۱۶ | Prêmio Quem de Televisão          | Êta Mundo Bom!\| نامزد شده | [ ۲۵ ] |